# Monastère Saint-Naum
Le monastère Saint-Naum est un monastère construit à partir du Xe siècle au bord du lac d'Ohrid. Il s'agit d'un des lieux les plus touristiques de la Macédoine du Nord, grâce à son cadre naturel exceptionnel, à son histoire et à son architecture, typiquement byzantine. Le monastère est à quelques mètres seulement de la frontière de l'Albanie.
Il a été fondé par saint Naum de Preslav, personnalité religieuse de la région, qui le fit construire à la fin de sa vie. Des constructions ont été ajoutées jusqu'au XVIe siècle mais beaucoup ont disparu lors d'un incendie survenu en 1875.

## Histoire
Le monastère a été construit par saint Naum peu de temps avant sa mort. Il y a été enterré en 910. Au XVIe siècle, pendant l'occupation ottomane, une nouvelle église est construite sur les bases de l'édifice primitif. L'ensemble ne connaît aucune autre modification mais est en partie détruit après l'incendie qui brûle plusieurs bâtiments pendant la nuit du 2 au 3 février 1875.

## Architecture

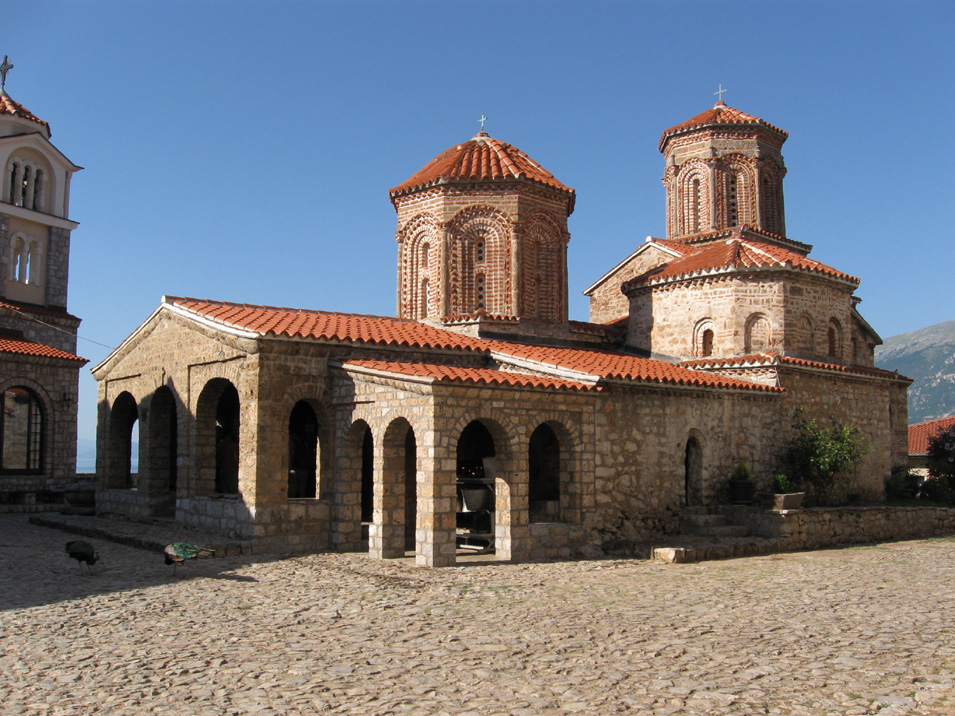
L'église du XVI.

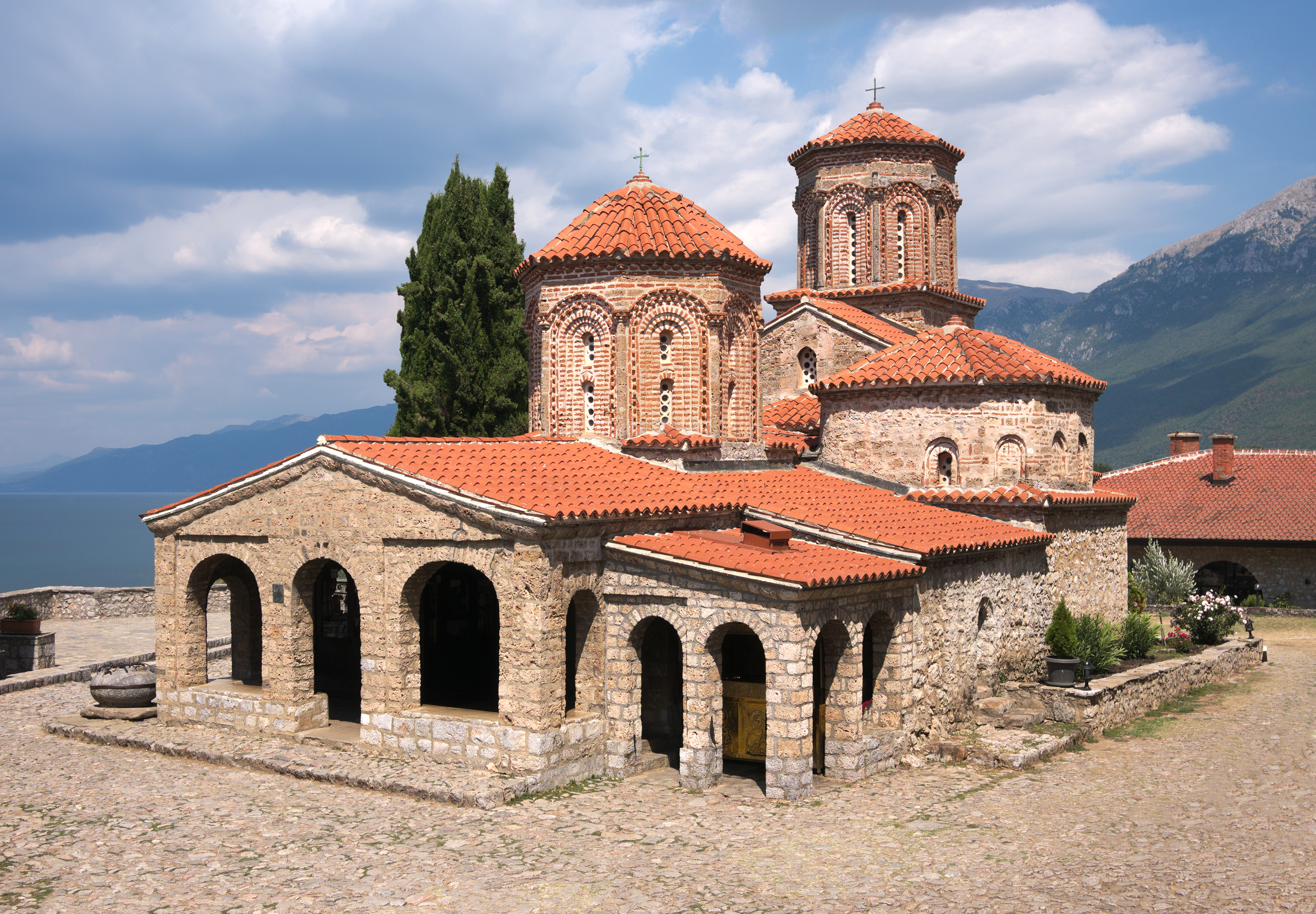
Presque la même vue de l'église.

Le monastère est typique de l'architecture byzantine et l'église du XVIe siècle suit le style des parties antérieures. La première église ressemblait à celle du monastère Saint-Pantaleimon d'Ohrid, elle avait un plan treflé. L'église actuelle possède un plan en croix grecque, elle est surmontée d'une coupole soutenue par quatre piliers. Une coupole identique posée sur un haut tambour fut ajoutée ensuite sur le narthex. La tombe de Saint-Naum se trouve dans la partie sud, dans une chambre particulière.

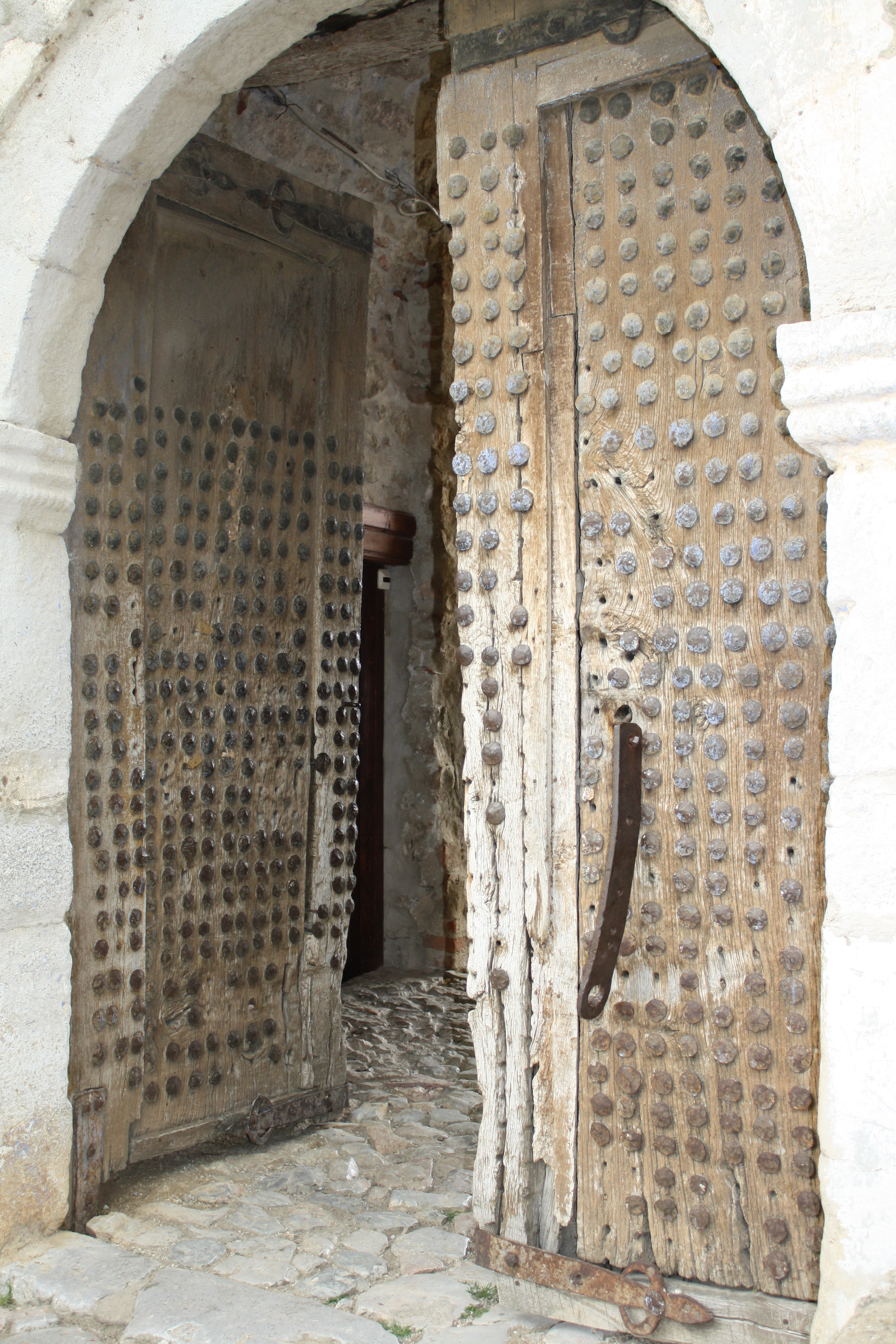
La porte d'entrée.
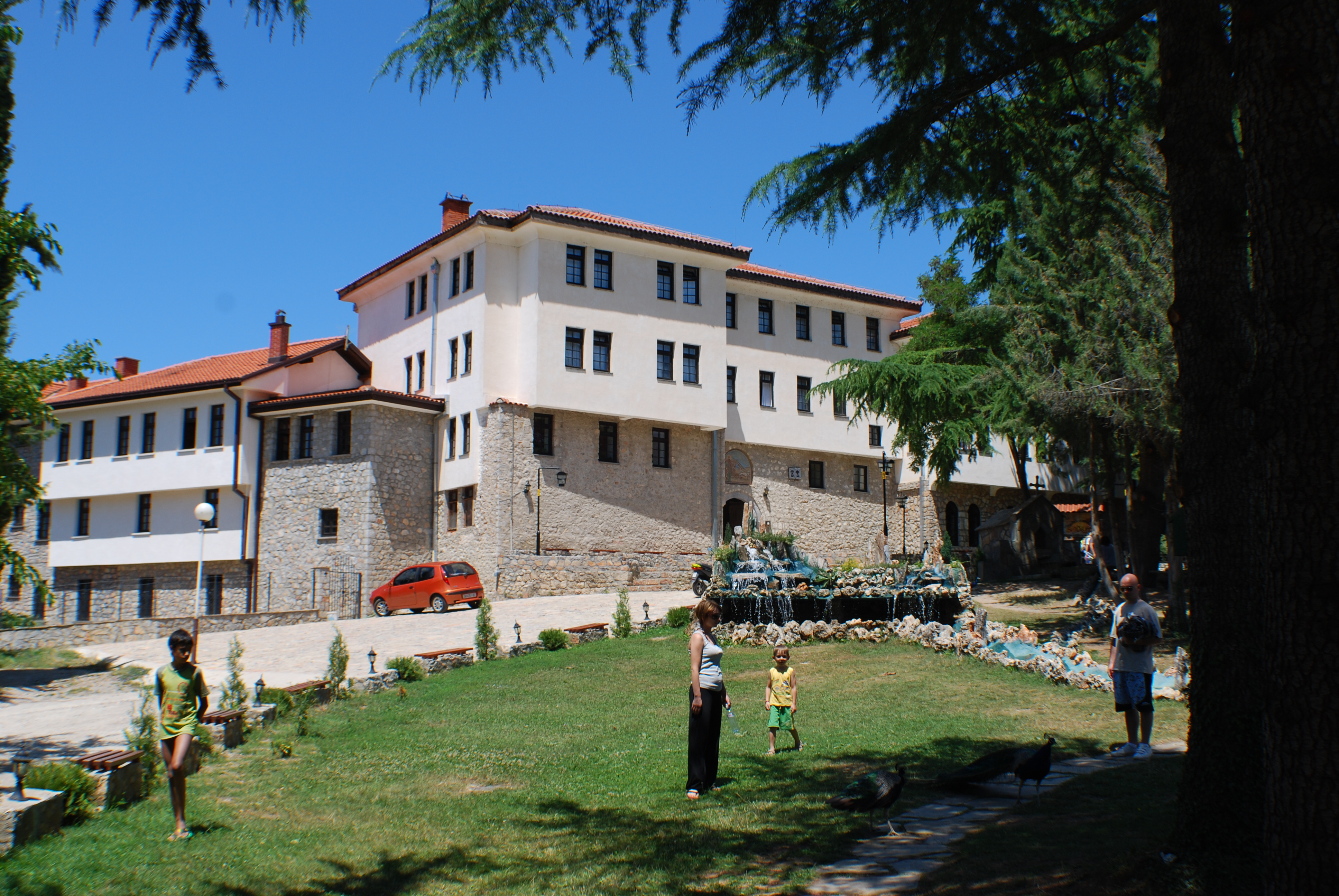
Les bâtiments conventuels.
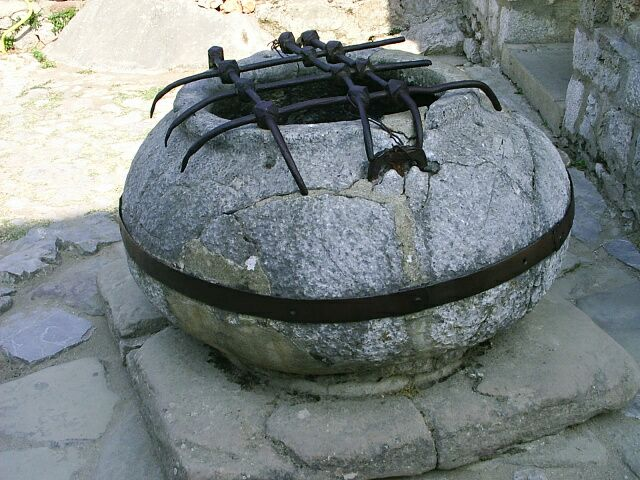
Un puits.
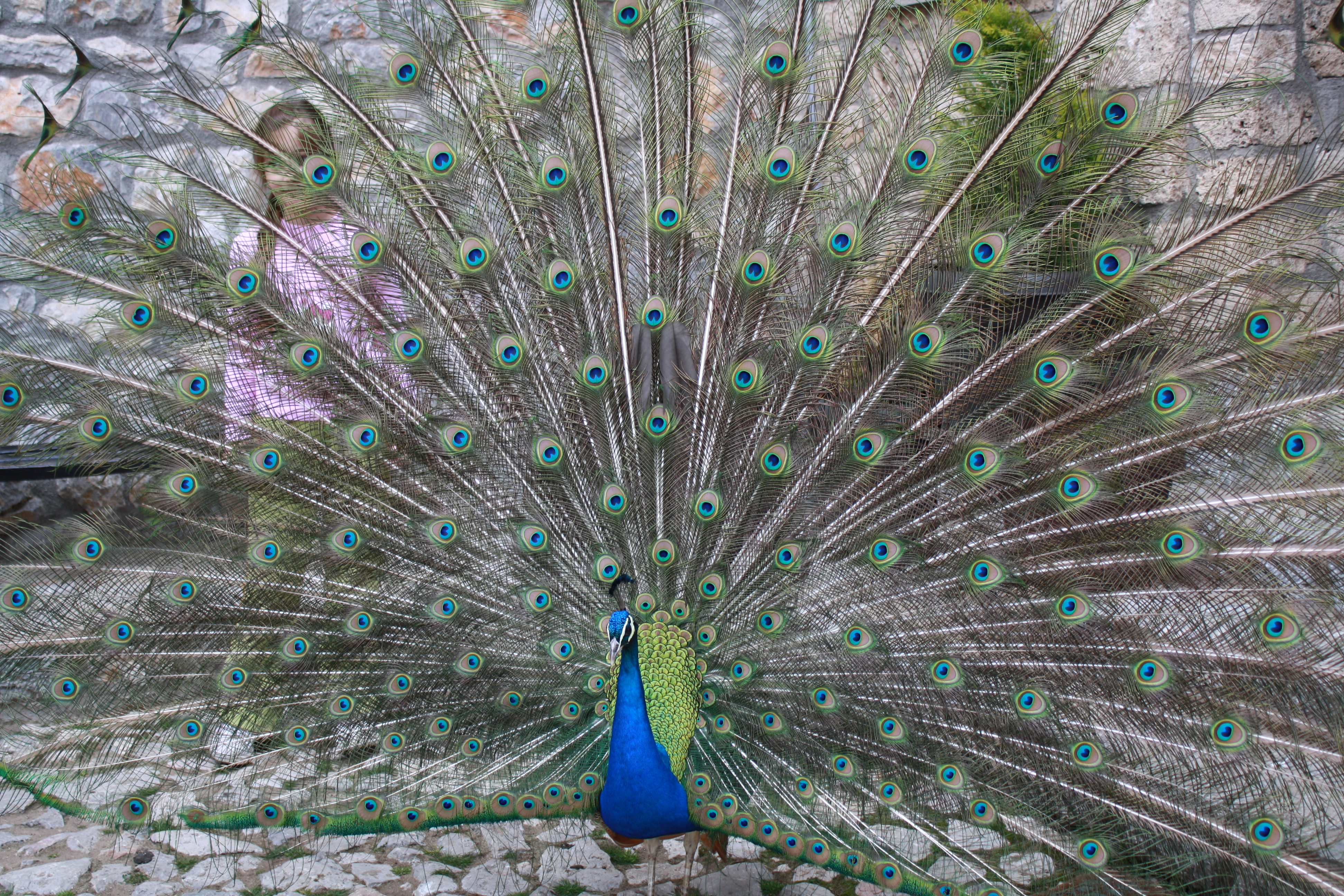
Le monastère est connu pour ses paons.
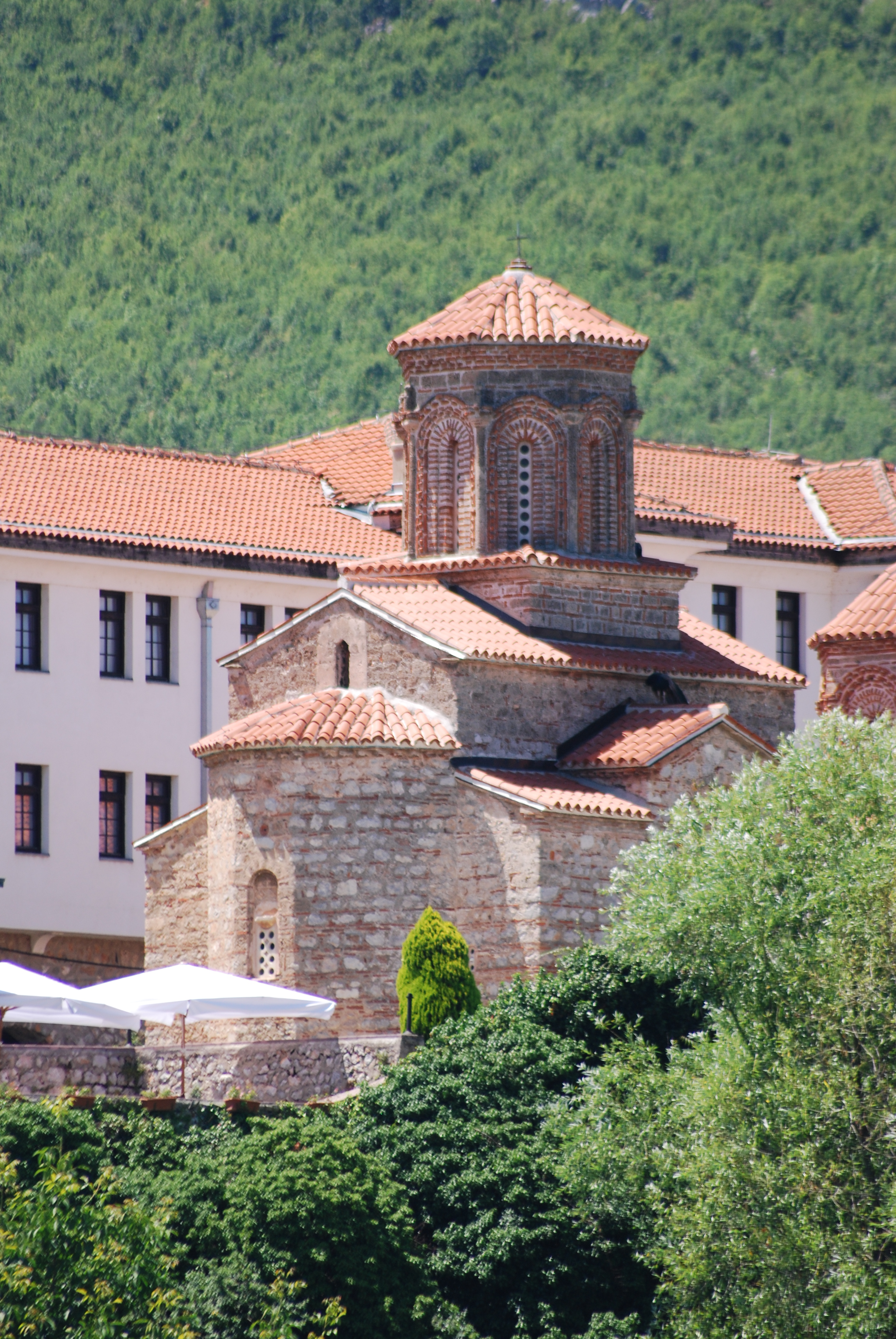
Le chevet de l'église.
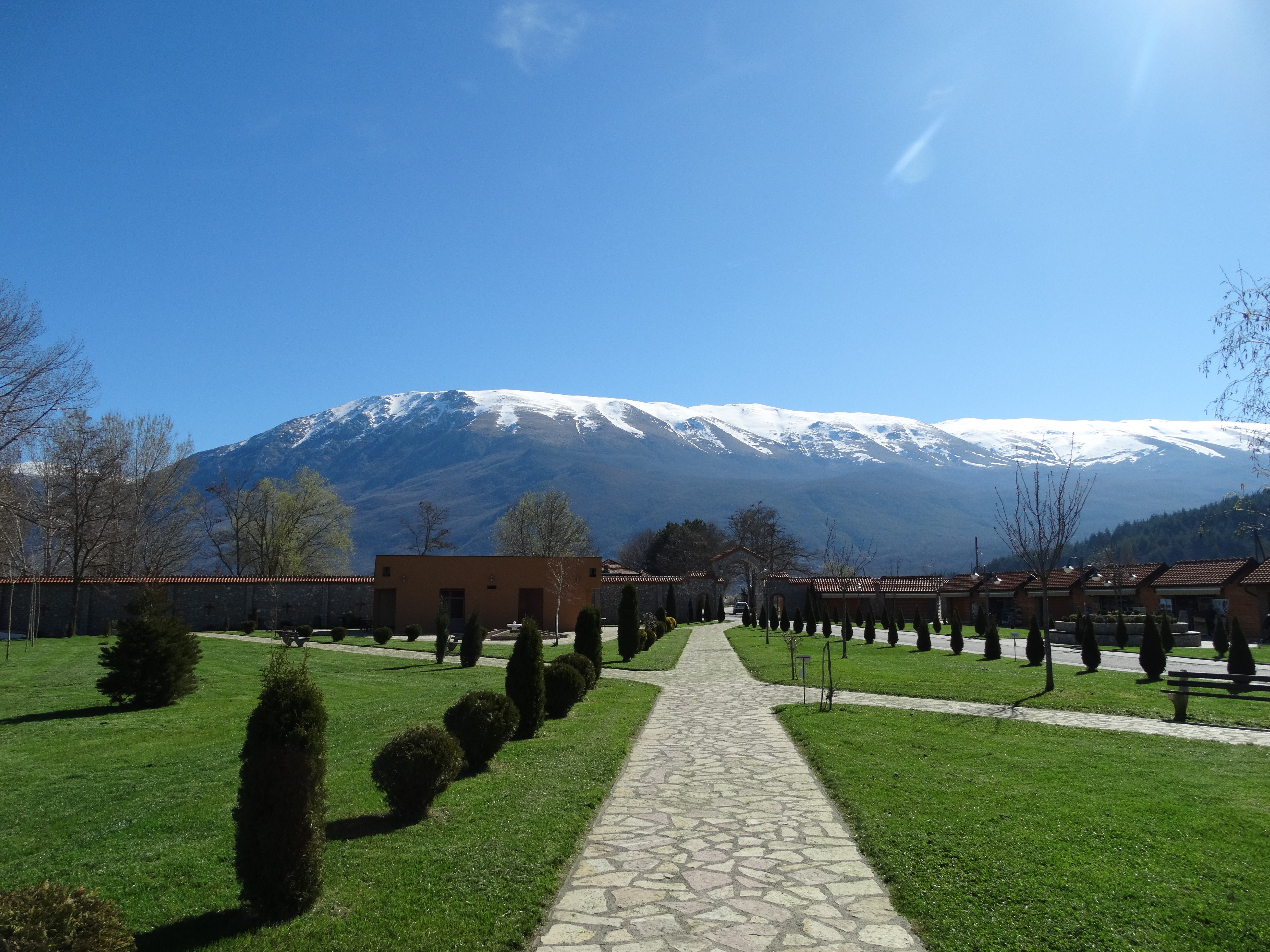
Vue sur les monts Galičica depuis les jardins du monastère.

## Ornements intérieurs
Il ne subsiste plus aucune trace de la décoration du monastère du temps de Saint-Naum ; les recherches n'ont pas par ailleurs mis en évidence la présence d'un décor au début du Xe siècle. Les fresques de l'église ont été réalisées en 1806 par un artiste de Korçë, en Albanie. Elles représentent des actions de Saint-Naum, notamment auprès des malades mentaux.
L'iconostase a été sculptée en 1711, elle est inspirée de celles du mont Athos ; le dais et les icônes datent de la même année.

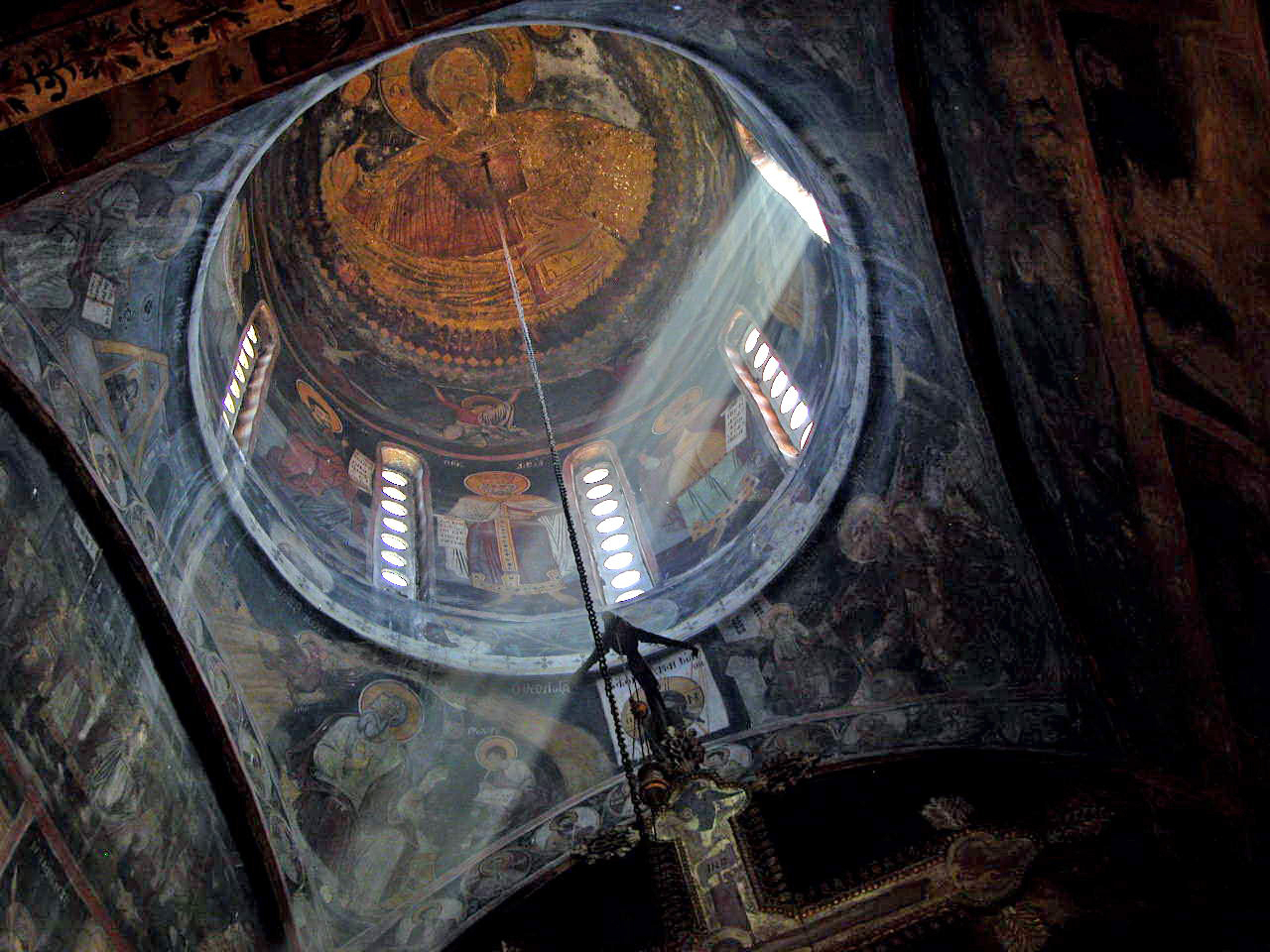
La coupole de l'église.
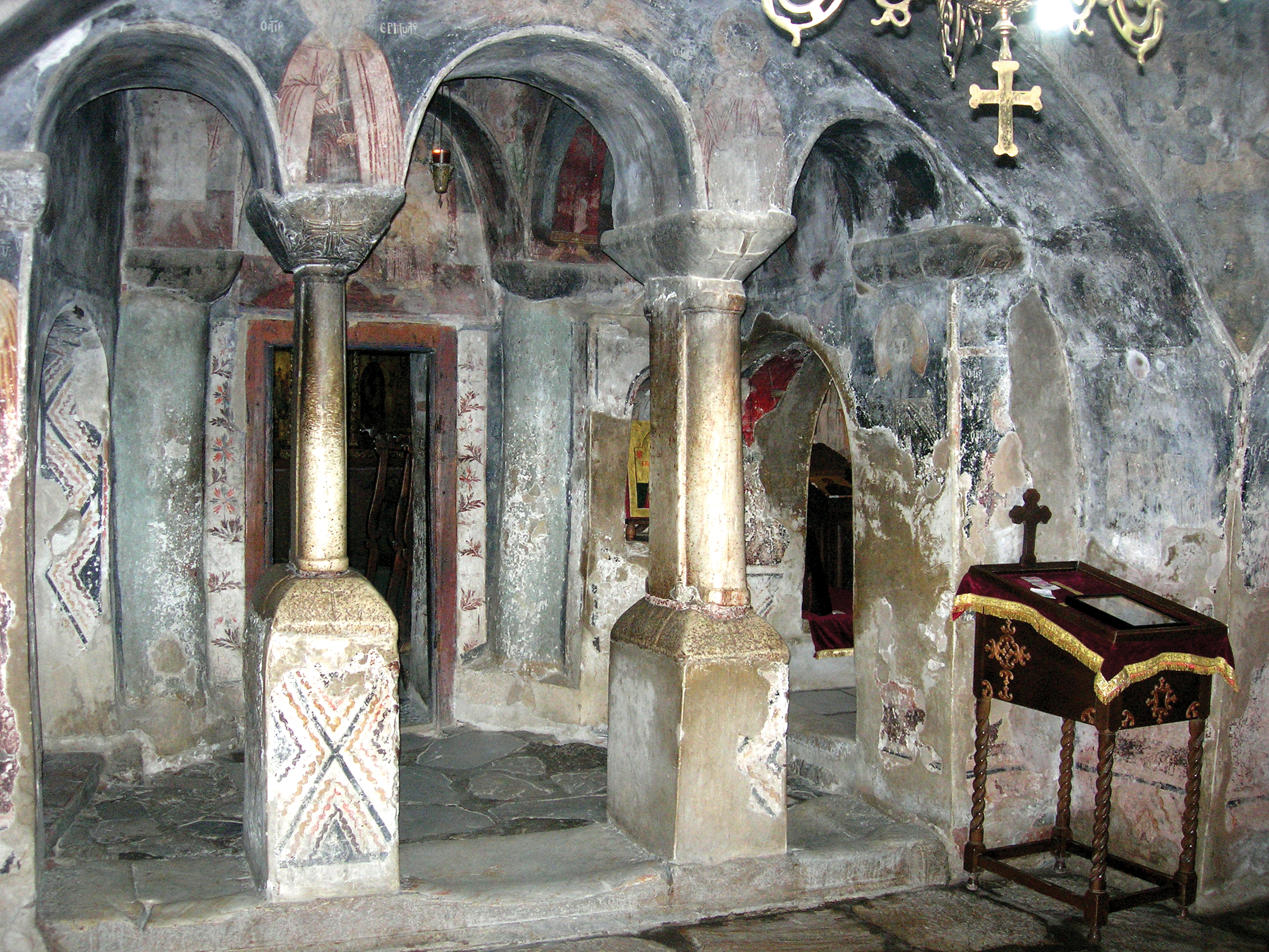
Murs ornés de fresques.
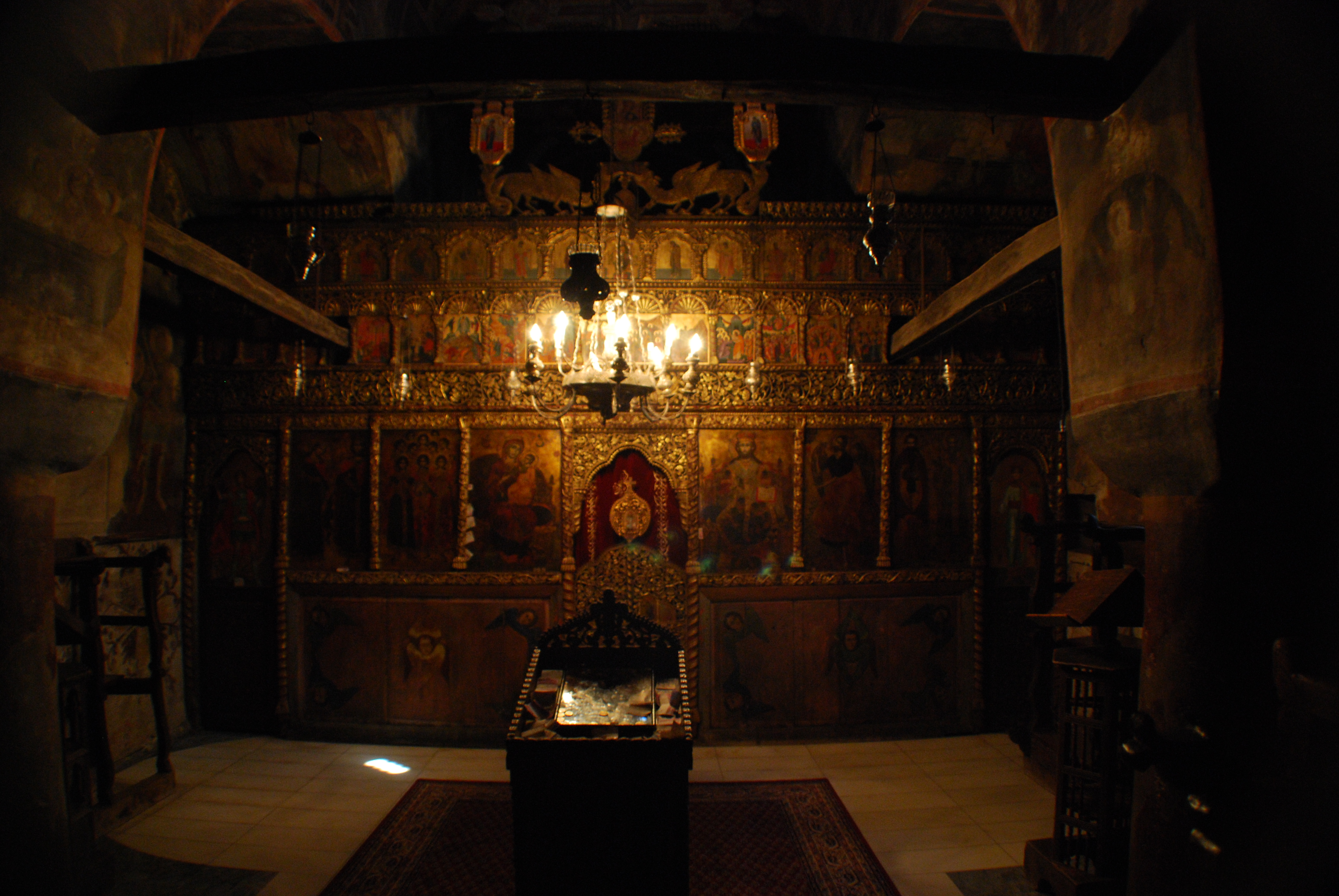
L'iconostase.
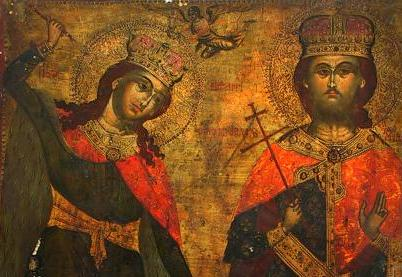
Icône du XVIIIe siècle.